# Eolo
Eolo (in greco antico: Αἴολος?, Aiolos) è un personaggio della mitologia greca, le cui vicende variano notevolmente a seconda dei mitografi che le raccontano. Secondo l'Odissea è il re dei venti e incontra Ulisse in un celebre episodio del poema omerico, ma altri mitografi (in particolare Igino) non fanno alcun cenno a questo suo potere, tanto che non vi è accordo nemmeno sul fatto che si tratti di un unico personaggio, oppure di due (o addirittura tre) personaggi distinti. Secondo l'Odissea e i principali mitografi è un essere umano, non una divinità, a cui Zeus ha affidato la custodia dei venti, ma alcuni autori successivi lo annoverano tra gli dei.

## Il mito

### L'identità
Sull'identità di Eolo non c'è accordo tra i mitografi. I principali Eolo citati nella mitologia greca sono i seguenti:
- Il re dei venti di cui parla l'Odissea, figlio di Ippote;
- Un Eolo figlio di Poseidone, fratello gemello di Beoto;
- Un Eolo figlio di Elleno e nonno del precedente.

Parecchi mitografi, già dall'antichità, hanno sovrapposto le prime due figure, considerando quindi che il re dei venti dell'Odissea e il fratello di Beoto fossero la stessa persona. Altre tradizioni hanno invece sovrapposto la prima e la terza figura, oppure li hanno considerati tre personaggi distinti.

### La versione di Igino
Secondo Igino, una donna mortale di nome Melanippe (o Arne) ebbe dal dio Poseidone due gemelli, chiamati Eolo e Beoto. Tuttavia il padre della donna, chiamato anch'egli Eolo, non credendo al racconto della relazione col dio, per punizione fece accecare e imprigionare Melanippe, e fece esporre i figli su una montagna perché morissero di stenti. Arrivò però una mucca ad allattarli, finché un gruppo di pastori, avendo visto l'evento miracoloso, decisero di raccogliere e allevare i due bambini. Fu soprattutto il mandriano Ippote a curarsi di loro.
Nel frattempo Metaponto, un re d'Italia, aveva minacciato di ripudiare sua moglie Teano per la sua sterilità. Teano allora si rivolse ai pastori chiedendo loro dei bambini che avrebbe cercato di far passare per suoi. I pastori le diedero Eolo e Beoto, e Teano riuscì a far credere a Metaponto che fossero nati da lui. In seguito però Teano, superando la sterilità, ebbe a sua volta due gemelli, che erano però decisamente meno amati da Metaponto rispetto a Eolo e Beoto. Allora Teano, gelosa, ordinò ai due figli di uccidere Eolo e Beoto durante una battuta di caccia. I quattro si scontrarono sulle montagne, ma Eolo e Beoto risultarono vincitori, uccidendo i figli di Teano.
In seguito a questo scontro, Eolo e Beoto furono costretti a fuggire, cercando asilo presso i pastori che un tempo li avevano raccolti. Qui si trovarono al cospetto di Poseidone, che rivelò loro di essere il loro padre e che la loro vera madre, Melanippe, era ancora prigioniera. Essi andarono subito a liberarla e Poseidone le restituì la vista. Poi Eolo e Beoto andarono con Melanippe da Metaponto e lo informarono dei crimini commessi da Teano. Il re allora ripudiò Teano e sposò Melanippe. Eolo e Beoto partirono e furono fondatori di città, il primo in Eolide, il secondo in Beozia, che da loro presero il nome.

### La versione di Diodoro Siculo

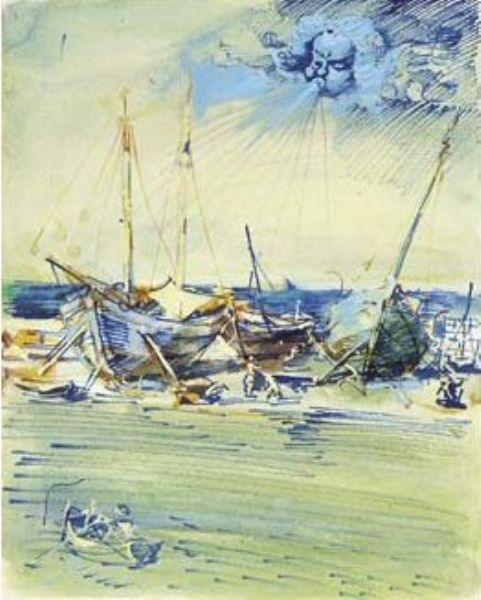
Eolo, rappresentato come personificazione del vento

Secondo Diodoro Siculo, quando Melanippe rivelò al padre di aver avuto i due gemelli Eolo e Beoto, egli non accecò la donna, ma la affidò a uno straniero che viveva nella città di Metaponto perché la portasse via con sé, insieme ai suoi bambini. L'uomo, consigliato da un oracolo, decise di adottare i due piccoli, portando con sé anche la loro madre, nonostante avesse già una moglie chiamata Autolita o Siri. Melanippe e i bambini andarono quindi a vivere a Metaponto.
Diventati adulti, grazie ad una sommossa popolare Eolo e Beoto riuscirono a ottenere il trono di Metaponto, tuttavia in seguito si macchiarono di un terribile delitto: uccisero Autolita, moglie del loro padre adottivo, rea solo di aver avuto un diverbio con la loro madre Melanippe. Eolo e Beoto dovettero quindi fuggire: il secondo si rifugiò in una terra che in seguito fu chiamata Beozia, mentre il primo, insieme a un drappello di seguaci, si imbarcò e arrivò nell'isola di Lipari.
Qui Eolo conobbe Liparo, sovrano dell'isola, e si mostrò subito amichevole e collaborativo con lui, esortando i suoi seguaci a fare altrettanto. Così Eolo e Liparo fecero amicizia, al punto che si fecero uno scambio: Eolo aiutò Liparo a tornare nel continente, da cui proveniva e di cui aveva nostalgia, occupando una zona nei pressi di Sorrento; in cambio Liparo cedette a Eolo il dominio sulle isole Eolie, che da lui presero il nome. Eolo sposò la figlia di Liparo, Ciane, regnò per molti anni ed ebbe sei figli, che divennero sovrani di vari territori siciliani. Il più importante di essi fu Giocasto, eroe fondatore di Reggio Calabria.
Secondo Diodoro Siculo, col passare del tempo Eolo si fece la fama di avere il potere di controllare i venti, ed è quindi per questo che nell'Odissea è così presentato. Tuttavia lo scrittore aggiunge che in realtà egli non aveva questa capacità: a dare a Eolo tale fama fu piuttosto la sua abilità nell'uso delle vele e il fatto che, osservando il fumo dei vulcani delle isole Eolie, sapesse prevedere la direzione del vento senza mai sbagliare.

### L'Odissea
In un famoso episodio dell'Odissea (libro X), Ulisse approda sull'isola di Eolia, dove incontra Eolo, descritto come il re dei venti e padre di dodici figli (sei figli e sei figlie), che ha fatto sposare tra loro. Egli, saggio e ospitale, consegna a Ulisse un otre che racchiude tutti quanti i venti ad eccezione di uno, che lo condurrà a casa. Ulisse riparte e dopo nove giorni di navigazione, quando già è in vista di Itaca, viene colto dal sonno. Allora i suoi compagni ne approfittano per aprire l'otre, credendolo pieno di oggetti preziosi. In questo modo, tutti i venti si liberano e si scatena una grande tempesta, che allontana Ulisse e l'equipaggio da Itaca e li spinge di nuovo nei pressi dell'isola di Eolia. Essi si rivolgono quindi nuovamente a Eolo, questa volta però il re dei venti, considerandoli invisi agli dei, li manda via senza più aiutarli.
Fin dall'antichità parecchi autori (per esempio Diodoro Siculo) hanno considerato l'Eolo fratello di Beoto e l'Eolo dell'Odissea come una sola persona, altri come due personaggi distinti. Tuttavia esiste un'ulteriore incertezza: ci sono autori secondo cui si tratta invece dell'altro Eolo, il padre di Melanippe.

#### Esegesi
Poiché gli dei non condannarono l'incesto che perpetravano i dodici figli di Eolo, è possibile, secondo l'interpretazione di Robert Graves, che il mito racconti di tribù pelasgiche che erano rimaste fedeli al culto titanico, il cui pantheon era costituito da sei titani maschi e sei titani femmine, tra di loro fratelli e, nonostante ciò, sposi. Ciò spiegherebbe i privilegi, di tipo divino, di cui godettero, cioè di abitare, felici, su isole serene e libere.

### L'Eneide

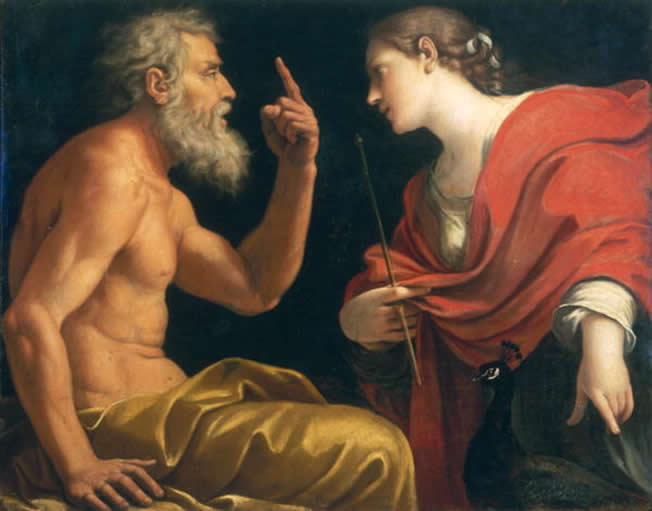
Eolo e Giunone, di Lucio Massari

Nell'Eneide di Virgilio (libro I), Giunone si rivolge a Eolo, padrone dei venti, chiedendogli di scatenare una tempesta che si abbatta sulla flotta di Enea, per impedirgli di continuare il suo viaggio verso l'Italia. In cambio, la dea offre a Eolo in sposa la ninfa Deiopea. Eolo tuttavia afferma che, al di là dei doni di Giunone, ritiene comunque suo dovere eseguire l'ordine ricevuto, così libera i venti, che si abbattono sulla flotta. Questa viene gravemente danneggiata, ma interviene Nettuno, dio dei mari, a placare le acque, così la flotta può riparare in Libia.